# Joe Sugg
Joseph Graham Sugg (Wiltshire, 8 de septiembre de 1991) es un youtuber, cineasta, autor y vlogger británico. Es conocido por sus canales de YouTube ThatcherJoe, ThatcherJoeVlogs y ThatcherJoeGames. En 2018, Sugg participó en la decimosexta temporada de Strictly Come Dancing de BBC One, terminando en el segundo puesto.

## Carrera

### YouTube
Sugg creó su canal «ThatcherJoe» en noviembre de 2011 y logró alcanzar el millón de suscriptores dos años después. A 26 de octubre de 2017, tiene más de 8 millones de suscriptores y más de 1 mil millones de reproducciones de video. Sus videos consisten en retos, bromas e impresiones. Creó un «YouTuber Innuendo Bingo», similar al segmento de la BBC Radio 1, y más tarde fue invitado a aparecer en el segmento de Radio 1.

### Música
Sugg fue miembro de YouTube Boyband que recaudó dinero para Comic Relief y apareció en The Guardian. También apareció en el sencillo de 2014 «Do They Know It's Christmas?» como parte del supergrupo de caridad Band Aid 30, recaudando dinero para la epidemia del virus del ébola en África Occidental.

### Cine y televisión
Sugg hizo un cameo no acreditado como una gaviota junto con su compañero de piso Caspar Lee, el cómico Alan Carr y la cantante Stacey Solomon en la versión del Reino Unido de 2015 de la película Bob Esponja: Un héroe fuera del agua. También en 2015, Sugg apareció junto a Caspar Lee en la película Joe and Caspar Hit the Road, el cual se mostró en el canal de televisión británico E4 en abril de 2016. Un segundo DVD, Joe & Caspar Hit the Road USA, fue lanzado en 2016.
Junto a sus compañeros YouTubers, Alfie Deyes y Marcus Butler, Sugg protagonizó un episodio del programa de televisión británico Release the Hounds. El episodio salió al aire el 2 de marzo de 2017. El 14 de agosto de 2018, Sugg fue anunciado como una de las celebridades que competirán en la serie 16 de Strictly Come Dancing, siendo emparejado con la bailarina profesional Dianne Buswell. Ellos lograron llegar a la final de la competencia, pero terminaron en el segundo puesto junto con Ashley Roberts & Pasha Kovalev y Faye Tozer & Giovanni Pernice, detrás de los ganadores Stacey Dooley & Kevin Clifton.

### Novelas gráficas
Sugg es el autor de la novela gráfica Username: Evie, publicado en 2015 por Hodder & Stoughton. El escrito es de Matt Whyman, con la artista Amrit Birdi, el colorista Joaquin Pereyra y la letrista Mindy Lopkin. La historia habla de la acosada adolescente Evie, que sueña con un lugar donde pueda ser ella misma. Su padre con una enfermedad terminal crea una realidad virtual para ella, pero muere antes de que se complete. Después de que él le deja una aplicación que le permite la entrada, Evie se transporta a un mundo donde todo está influenciado por su personalidad. Una segunda novela gráfica, Username: Regenerated, se publicó en 2016 como una secuela de Username: Evie. En 2017, Sugg anunció una tercera y última novela gráfica en la serie «Username» titulada Username: Uprising. Fue lanzada el 21 de septiembre de 2017.

## Vida personal
Sugg es el hermano menor de Zoe Sugg, quien también es una blogger y personalidad de Internet quien es conocida en YouTube como Zoella.
El nombre del canal de YouTube de Sugg se deriva de su formación como techador de paja.
Hasta principios de 2016, Sugg vivía en un apartamento en Londres con su compañero YouTuber Caspar Lee. Actualmente, vive en un apartamento con su amigo cercano Byron Langley, ubicado cerca del nuevo apartamento de Lee.

## Premios y nominaciones
| Año  | Nominado                   | Premio               | Resultado |
| ---- | -------------------------- | -------------------- | --------- |
| 2015 | Radio 1 Teen Choice Awards | Best British Vlogger | Ganador   |